# Hilara omega
Hilara omega är en tvåvingeart som beskrevs av Smith 1969. Hilara omega ingår i släktet Hilara och familjen dansflugor. Inga underarter finns listade i Catalogue of Life.